# Dampfstraßenbahn Kiew

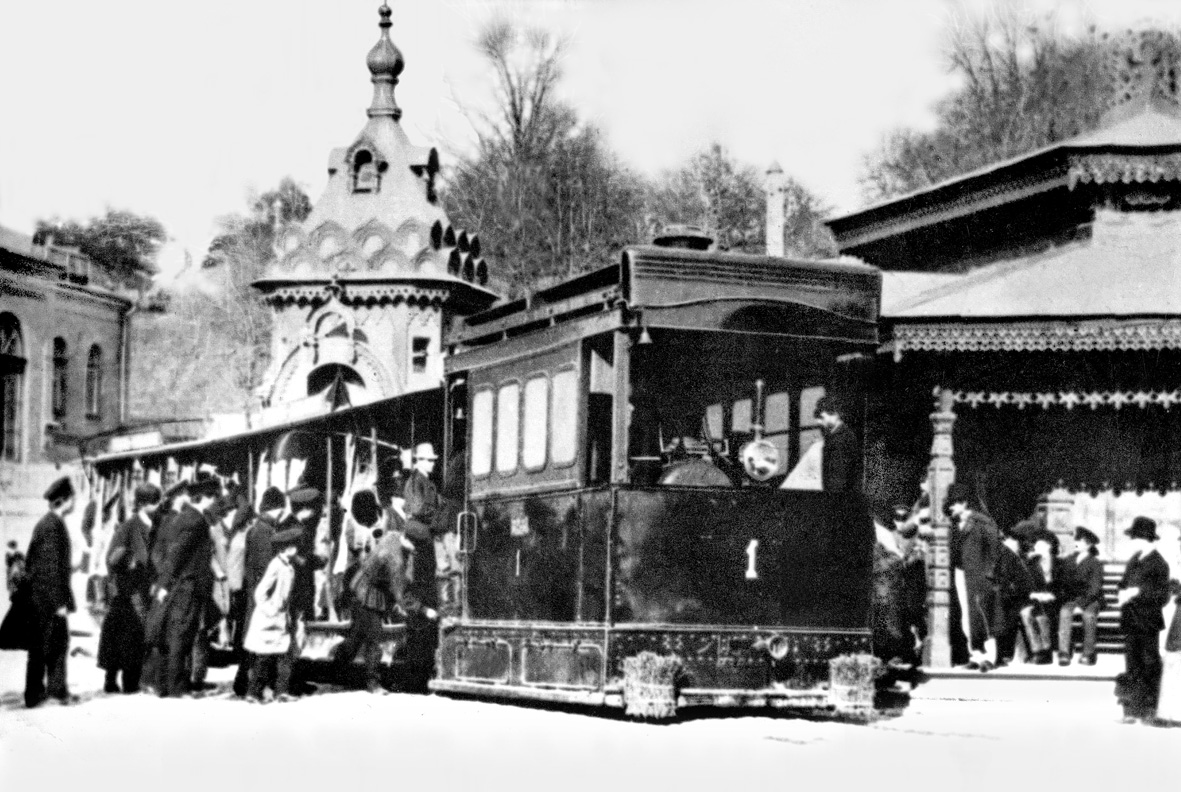
Dampfstraßenbahn Kiew

Die Dampfstraßenbahn Kiew (ukrainisch паровий трамвай Київа parowyj tramwaj Kyjiwa, russisch паровой трамвай Киева parowoi tramwai Kyjewa) war eine Straßenbahn in Kiew, die ab 1892 betrieben wurde. Ihren Namen erhielt sie, weil die Fahrzeuge der Straßenbahn mit Dampfmaschinen angetrieben wurden. Abgelöst wurden die dampfgetriebenen Fahrzeuge im Wesentlichen bereits bis 1894 von der elektrischen Traktion.

## Geschichte

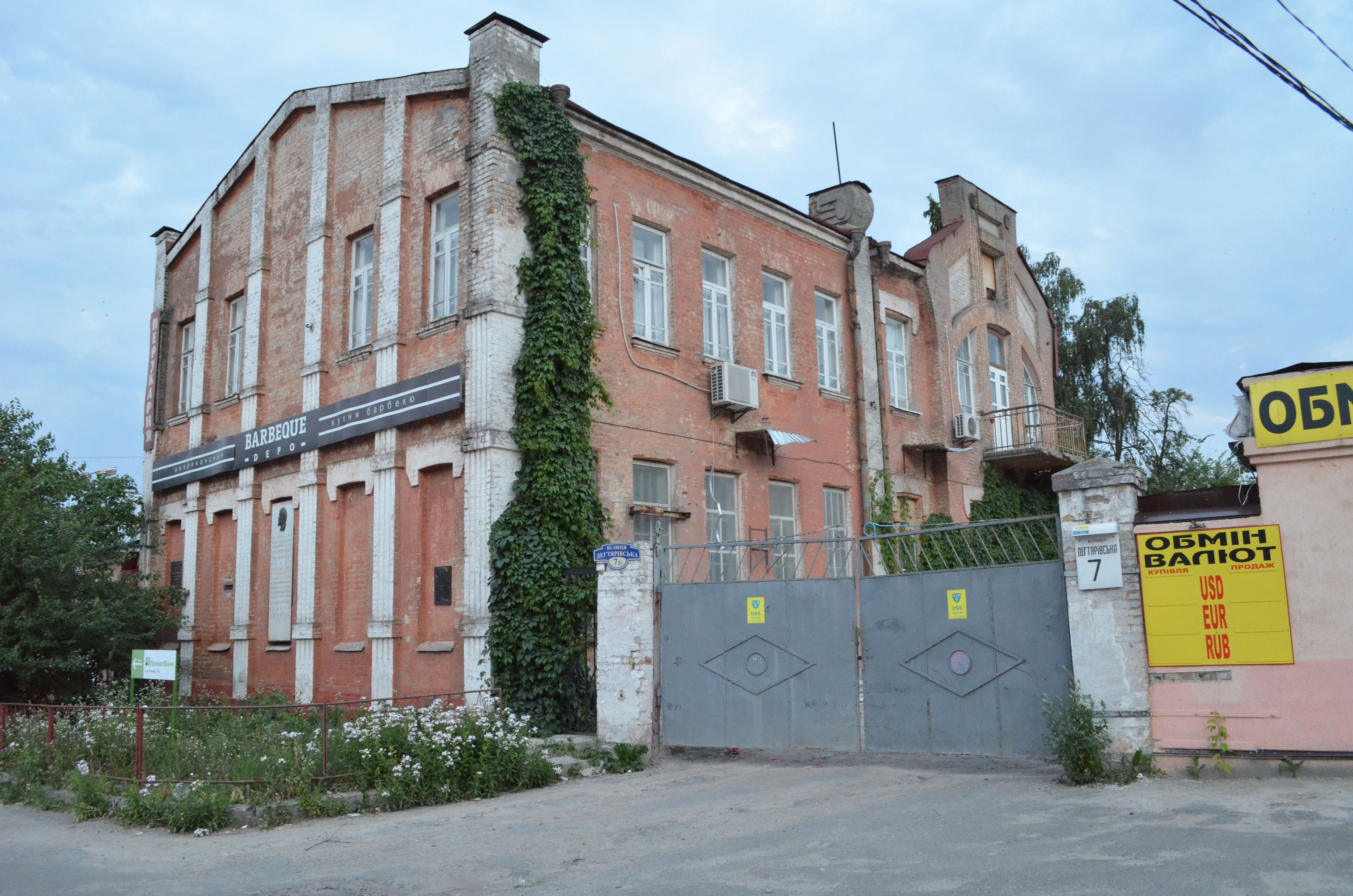
Das Lukjanowski-Straßenbahndepot wurde 1892 beim Bau der Dampfstraßenbahn Kiew errichtet.

Die erste Pferdestraßenbahn wurde in Kiew ab Juli 1891 betrieben. Schnell zeigte sich jedoch, dass die Antriebsart der Transportleistung Grenzen setzte und der Unterhalt der Pferde teuer war. Daher sah man sich frühzeitig nach alternativen Antrieben um. Eine mögliche Antriebsart war neben der elektrischen Traktion der Antrieb der Fahrzeuge durch Dampfmaschinen.
Die erste Linie der Dampfstraßenbahn Kiew wurde am 7. Februarjul. / 19. Februar 1892greg. eröffnet. Dabei wurde die schon bestehende Linie der Pferdestraßenbahn Chreschtschatyk–Demjewka genutzt. Die Linie verband den Zarenplatz (heute Europäischer Platz) über den Chreschtschatyk mit der Station Lybid (heute Lybid -Platz). Bereits im Juni bzw. Dezember 1894 wurden die Abschnitte der Linie auf elektrische Traktion umgestellt.
Die erste neugebaute Linie der Dampfstraßenbahn wurde am 13. Juli 1892 eröffnet. Die Lukjanowski-Linie war eine Verlängerung der Lwower Linie und führte vom Heumarkt (Сенная площадь), heute Lwiwer Platz, über die Lwower Straße zum Ljukanowski-Basar. Dort wurde auch ein Straßenbahndepot errichtet. Die Umstellung auf elektrischen Betrieb erfolgte am 9. Juli 1895.
Die dritte Linie der Dampfstraßenbahn war die Funduklewski-Linie. Sie führte vom Chreschtschatyk über die Funduklewski-Straße (heute Bohdan-Chmelnyzkyj-Straße), die Pirogow-Straße, den Bibikowski-Boulevard (heute Taras-Schewtschenko-Boulevard) zur Kadetten-Chaussee (heute Siegesplatz). Bereits am 1. September 1894 wurde der Abschnitt zwischen Chreschtschatyk und Taras-Schewtschenko-Boulevard auf elektrische Traktion umgestellt, im August des Folgejahres dann der Rest der Linie.
Nachdem praktisch 1894 alle Linien der Dampfstraßenbahn auf elektrischen Betrieb umgestellt wurden, wurden dampfbetriebene Straßenbahnfahrzeuge nur noch in den Vororten bei neuerbauten Streckenabschnitten bis zur Aufnahme des Regelbetriebes eingesetzt. So wurde beispielsweise ab dem 13. Mai 1896 die neue Lager-Linie vom Ljukanowski-Basar über die Dorogoschidskaja-Straße (Дорогожицкая улица) bis zur Fjodorwoski-Kirche mit Dampfstraßenbahnwagen betrieben, ebenso die zeitweilige Linie zu den Armeelagern in Syrez (Сырец).  Die  Lager-Linie wurde jedoch bereits am 9. Dezember 1896 auf elektrische Traktion umgestellt.